# Codexurile Forster

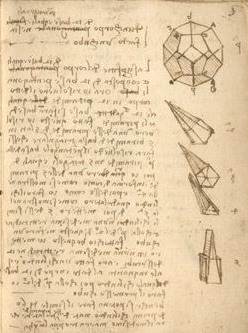
Folia 7 din prima carte a Codexurilor Forster

Codexurile Forster  sunt trei codexuri realizate de Leonardo da Vinci în format redus, asemănătoare carnețelelor de buzunar, totuși extrem de diferite atât din punct de vedere al conținutului, cât și al datei. 
Inițial, manuscrisele i-au aparținut contelui Lytton, căruia i-au parvenit prin moștenirea Leoni. Ulterior au intrat în posesia lui John Forster care, la moartea sa, în 1876, le-a lăsat instituției londonezeVictoria and Albert Museum din Londra, unde se păstrează și în prezent.